# Annegret Kramp-Karrenbauer
Annegret Kramp-Karrenbauer (n. 9 august 1962, Völklingen, Saarbrücken⁠(d), Germania) este o politiciană germană.

## Biografie
Între 2011 și 2018 a fost președinta landului Saarland. Între 2019 și 2021 a fost ministru al apărării în al patrulea guvern condus de Angela Merkel.
2018-2021 a fost președintele Uniunii Creștin-Democrate (CDU, centru-dreapta) în locul cancelarului Angela Merkel, care nu a mai candidat pentru funcție. Annegret Kramp-Karrenbauer a obținut 517 din 999 de voturi.